# Sehebre
Sehebre je bil faraon iz Štirinajste egipčanske dinastije, ki je vladal tri ali štiri leta okoli leta 1700 pr. n. št. v drugem vmesnem obdobju Egipta. Po mnenju egiptologov Kima Ryholta, Jürgena von Beckeratha in Darrella Bakerja je bil peti vladar v dinastiji. Kot tak je iz Avarisa vladal v vzhodni, morda tudi v zahodni Nilovi delti.

## Dokazi
Sehebre je znan samo s Torinskega seznama kraljev, ki je bil sestavljen v ramzeškem obdobju več kot štiristo let po Sehebrejevem vladanju. Po nedavnem Ryholtovem tolmačenju Torinskega seznama je njegovo ime v 4. vrstici 9. kolone. Po podatkih v seznamu je vladal 3 ali 4 leta, neznano število mesecev in en dan.

## Identiteta
Sehebre ni znan iz nobenega do zdaj znanega primarnega vira. Ryhold opozarja, da je to v nasprotju z njegovo 3 do 4 leta dolgo vladavino, najdaljšo v Štirinajsti dinastiji. Približno toliko časa je vladal samo njegov naslednik Merdžefare. V nasprotju z njim so s primarnimi viri dobro potrjeni faraoni s krajšimi vladavinami, na primer Nehesi, ki je vladal približno eno leto. Ryholt zato predlaga, da se Sehebreja poistoveti z Vazadom ali Šenehom, ki sta dobro potrjena vladarja, vendar ju na Torinskem seznamu kraljev ni.